# 顺鑫控股
北京順鑫控股集團有限公司，簡稱顺鑫控股（英語：Beijing Shunxin Holdings Group Co., Ltd.）成立于1994年9月7日，由北京市顺义区国有资本经营管理中心拥有，主要产业为生产、加工、物流、销售等農業相關業務，除此之外，還經營旅遊度假村、製藥等。2014年12月，公司名称由“北京顺鑫农业发展集团有限公司”变更为“北京顺鑫控股集团有限公司”。
而旗下北京順鑫農業股份有限公司，則在1998年11月4日於深圳證券交易所主板（A股）上市。
總部位於北京市顺义区站前街1号院1号楼顺鑫国际商务中心。

## 連結
- 顺鑫控股 （页面存档备份，存于）